# Stigmella birgittae
Stigmella birgittae là một loài bướm đêm thuộc họ Nepticulidae. Nó được miêu tả bởi Gustafsson năm 1985. Nó được tìm thấy ở Gambia, Oman và Ả Rập Xê Út.
Sải cánh dài 3.6-4.1 mm đối với con đực.
Ấu trùng ăn Ziziphus mauritania và Ziziphus spina-christi. Chúng ăn lá nơi chúng làm tổ. 